# Platanus orientalis
Platanus orientalis, el plátano oriental, es una especie arbórea caducifolia, de gran tamaño, ampliamente distribuida y de una larga vida, perteneciente a la familia Platanaceae. 

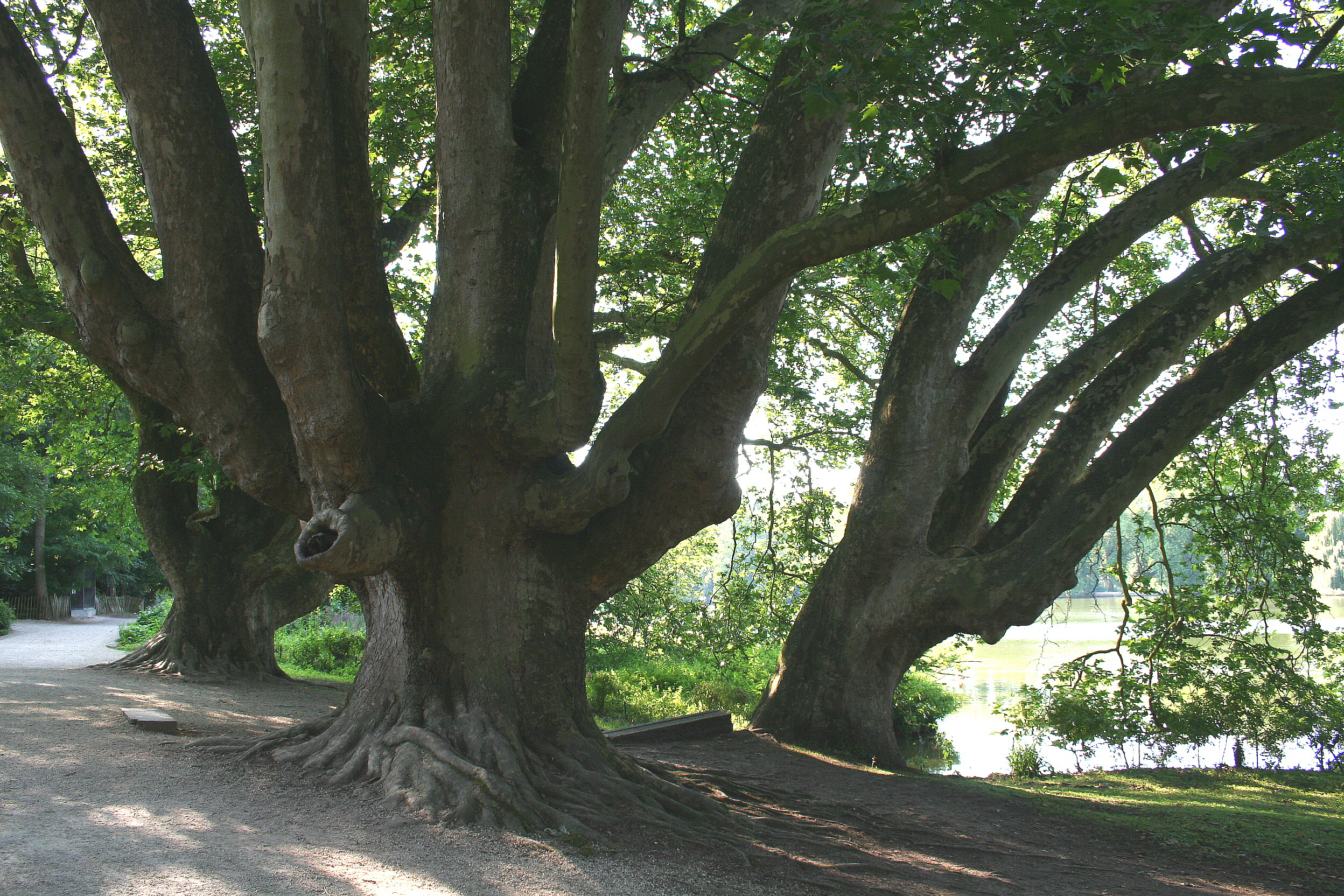
Detalle del tronco.

## Localización
Su área de distribución nativa incluye por lo menos Eurasia desde los Balcanes hasta Irán. Algunos autores extienden su área de distribución desde la península ibérica por el oeste, hasta el Himalaya por el este, pues se cultiva desde épocas antiguas en muchas de estas regiones, siendo difícil de establecer su rango nativo. 
Generalmente se denomina plátano de sombra en Europa, çinar en Turquía y chenar o nombres relacionados en Irán y la India.
En Estados Unidos se denomina sicomoro.

## Hábitat
Se encuentra a menudo de un modo natural en las riberas de los ríos, junto con otras especies de árboles, tales como alisos, sauces y álamos, sin embargo, es absolutamente capaz de tener una supervivencia de éxito en suelos secos una vez que se establece.
El polen que produce este árbol causa una reacción alérgica frecuente.

## Usos
El Platanus orientalis se utiliza como árbol ornamental, su uso está muy extendido.
Su madera se utiliza en carpintería. 
Sus cogollos son utilizados en las terapias con semillas, en la medicina no convencional.

## Simbología
Véase simbología del plátano

## Taxonomía
Platanus orientalis fue descrita por  Carlos Linneo y publicado en Species Plantarum 2: 999. 1753.
Sinonimia
- Platanus digitata Gord.
- Platanus digitifolia Palib.
- Platanus orientalior Dode	[2]